# Matena
Matena je naselje v Občini Ig. Vas, prvič omenjena leta 1496, je večinoma obcestno naselje na naplavinah reke Iške, ob jugovzhodnem robu ljubljanskega barja, severozahodno od vasi Ig v smeri proti Ljubljani. Dostop do vasi je po krajevnih cestah iz smeri Iga proti Podpeči in iz smeri Ljubljane z Ižanske ceste. Skozi Mateno teče potok Bršnik. Gotska cerkev sv. Mohorja in Fortunata v središču vasi z mogočno lipo poleg, je po potresu leta 1895, v katerem se je porušil grad Matena, ostala edina znamenitost v vasi.
- Gotska cerkev Sv. Mohorja in Fortunata